# Hypolimnas euryanthe
Hypolimnas euryanthe är en fjärilsart som beskrevs av Hans Fruhstorfer 1903. Hypolimnas euryanthe ingår i släktet Hypolimnas och familjen praktfjärilar. Inga underarter finns listade i Catalogue of Life.